# Favoriten
Favoriten ist der 10. Wiener Gemeindebezirk. Er liegt südlich der inneren Bezirke, reicht bis an die südliche Stadtgrenze und ist mit rund 220.000 Einwohnern nach der Donaustadt der zweitbevölkerungsreichste der Stadt. Hier wohnen etwa zehn Prozent aller Einwohner Wiens.

## Geographie

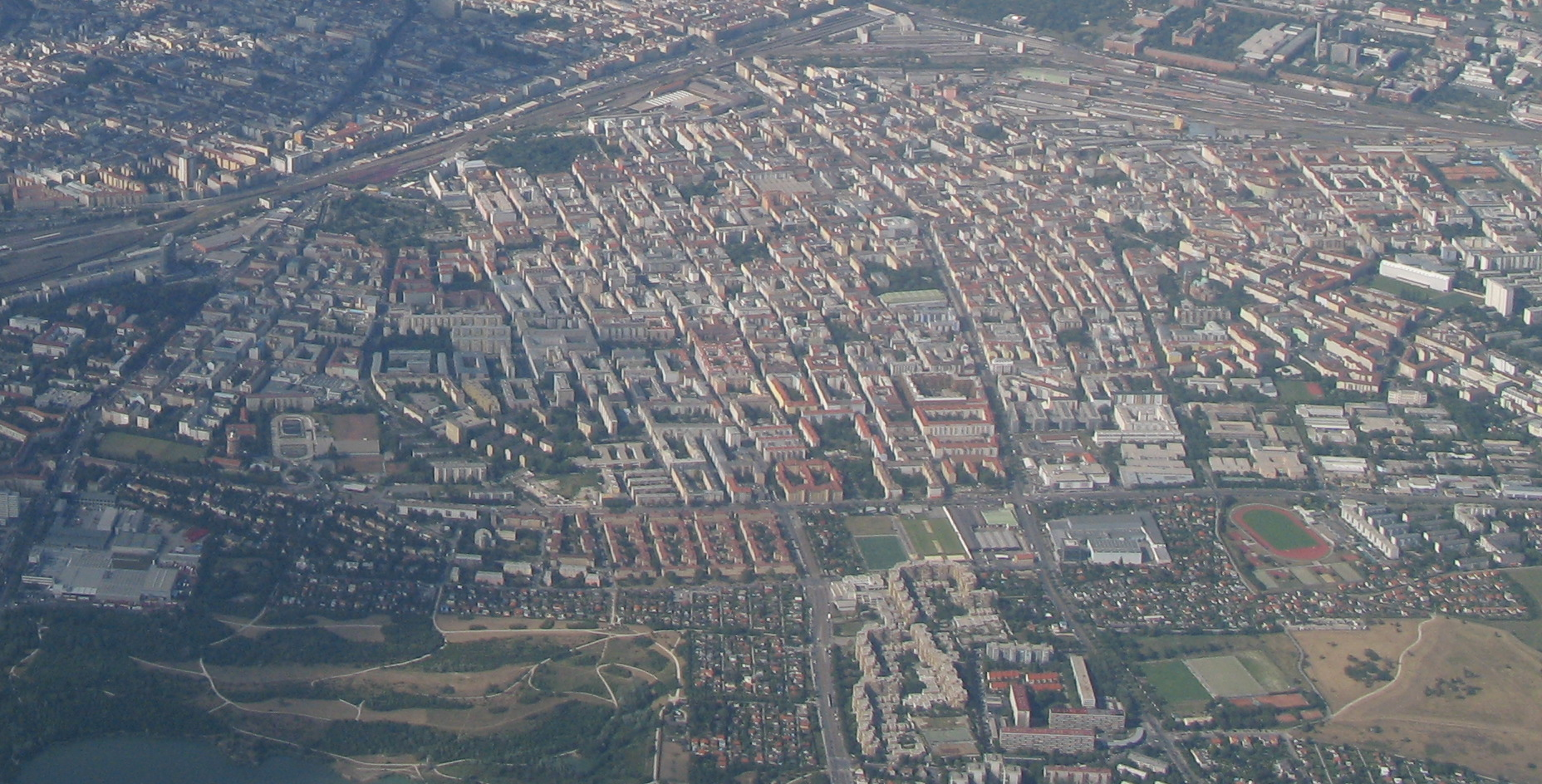
Luftbild des dicht bebauten nördlichen Teils von Favoriten, 2007 (vor Abriss des Südbahnhofs, Blick von Süden)

### Lage
Der Bezirk Favoriten erstreckt sich von den Anlagen der Südbahn im Norden über den Wienerberg, Boschberg und Laaer Berg bis zum Liesingtal im Süden, wo der im Wienerwald entspringende Liesingbach den Bezirk quert; dieser mündet knapp außerhalb Wiens in die Schwechat, die kurz darauf in die Donau mündet.
Der 10. Bezirk wird wie folgt begrenzt:
- Norden: Meidling (12. Bezirk), Margareten (5. Bezirk) und Wieden (4. Bezirk), Grenze: Südbahn, nördlicher Rand der Bahnanlagen von Längenfeldgasse im Westen bis ehem. Südbahnhof im Osten; seit 2009 zu Wieden an den südlichen Fahrbahnrand der Gürtel-Hauptfahrbahn verlegt[3]
- Osten: Landstraße (3. Bezirk), Simmering (11. Bezirk) und Kledering, Grenze: 3./10., Arsenalstraße (seit 2009: Mitte der Hauptfahrbahn), weiter südlich Ostbahn Richtung Budapest, östlicher Rand der Bahnanlagen (der Zentralverschiebebahnhof Wien liegt, soweit er sich in Wien befindet, im 10. Bezirk), bis zur Donauländebahn, dann westlich Klederings südwärts bis südlich der Schnellstraße S 1
- Süden: Liesing (23. Bezirk), Hennersdorf, Leopoldsdorf und Lanzendorf, alle in Niederösterreich, Grenze: an der Schnellstraße S 1 bei Pottendorfer Linie ostwärts, im Abschnitt Leopoldsdorf geringfügig südlich der S 1 ausgreifend (großteils Felder ohne Straßennamen)
- Westen, Südwesten: Meidling, Liesing, Grenze: Längenfeldgasse, Karplusgasse, Untermeidlinger Straße, Köglergasse, Wienerbergstraße, Eibesbrunnergasse, Donauländebahn Richtung Südosten und Osten, östlich der Pottendorfer Linie zwischen Sulzen- und Murbanngasse nach Süden schwenkend und meist parallel zur Bahn bis zur Schnellstraße S 1

### Bezirksteile

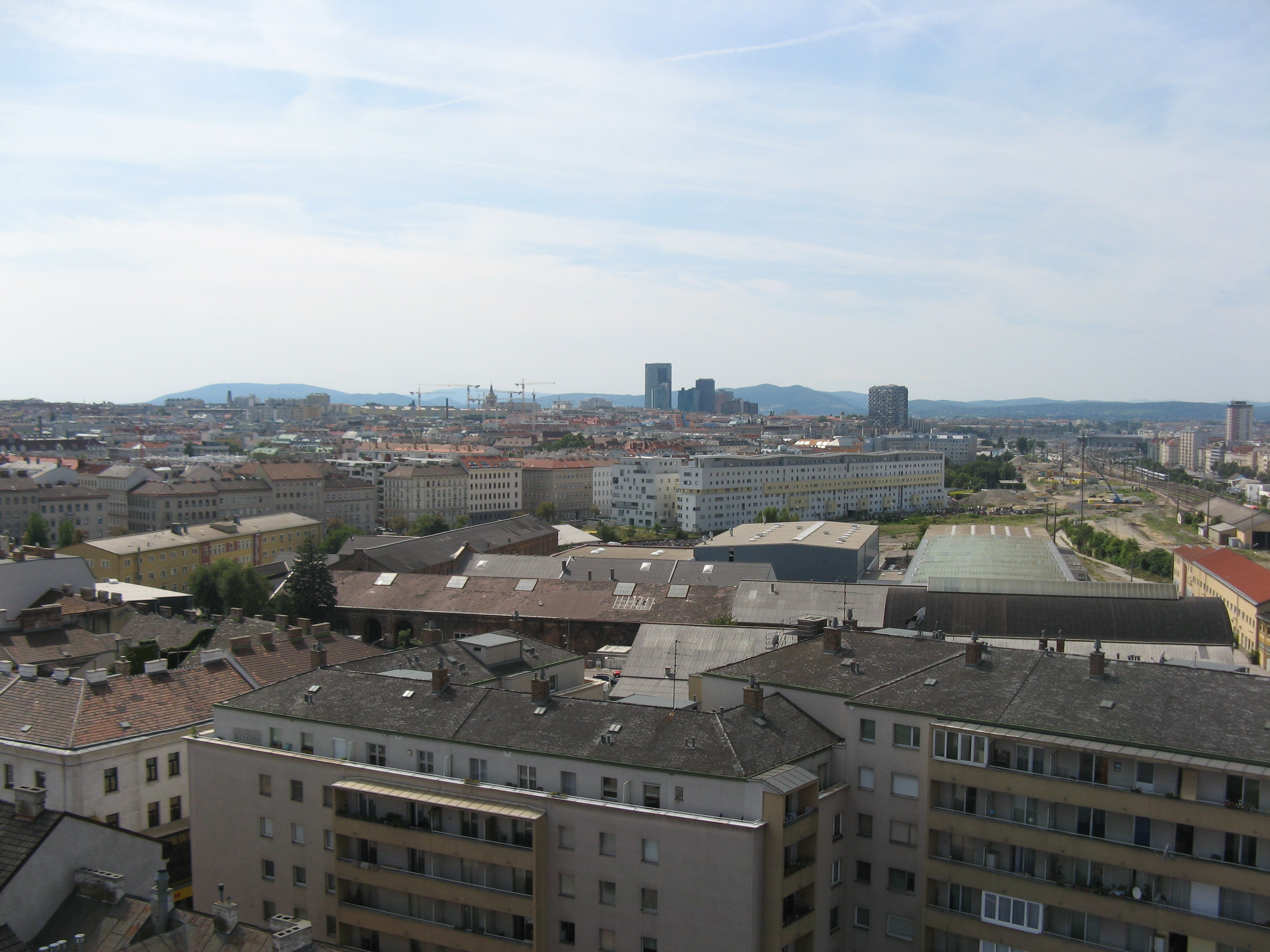
Favoriten

Favoriten besteht aus den Wiener Katastralgemeinden Favoriten, Inzersdorf Stadt, Rothneusiedl, Unterlaa, Oberlaa-Stadt und Oberlaa-Land sowie aus kleinen Teilen der Katastralgemeinden Kaiserebersdorf und Simmering.
Den nördlichen Teil des Bezirks bildet das historische Favoriten, ab den 1860er Jahren als Fabriks- und Arbeiterviertel entstanden, ein zumeist rasterförmig bebautes Wohngebiet mit vielfach über 100 Jahre alten Häusern und dazwischen liegenden Industriebetrieben (etwa dem Komplex der ehemaligen Ankerbrot AG). Am westlichen Bezirksrand stehen einander zwei sehr kontrastreiche Bebauungen gegenüber, einerseits der in der Zwischenkriegszeit entstandene George-Washington-Hof als stilvoller Gemeindebau und andererseits der 1990–2000 erbaute Business Park Vienna samt Vienna Twin Tower (Hochhäuser), südlich begrenzt vom vierzig Jahre älteren Philipshaus an der Triester Straße in der Architektur klassischer Moderne.
Im nördlichsten Teil des historischen Favoriten entstand bis 2015 der neue Hauptbahnhof Wiens, der teilweise schon 2012 in Betrieb genommen wurde. Nach der 2009 erfolgten Absiedlung des daran anschließenden alten Frachtenbahnhofs entstehen derzeit zwei neue Bezirksteile auf dem ehemaligen Bahngelände: um den neuen Bahnhof das Quartier Belvedere und südlich daran anschließend bis zur Gudrunstraße das Sonnwendviertel.
Südlich davon, östlich der Absberggasse, befindet sich das Kretaviertel, ein traditioneller sozialer Brennpunkt, auch wenn die nunmehr von Kulturinitiativen genutzte angrenzende Ankerbrotfabrik eine gewisse Gentrifizierung mit sich bringt.
Das dicht bebaute Gebiet nördlich von Wienerbergstraße, Raxstraße und Grenzackergasse wird auch als Innerfavoriten bezeichnet. Allerdings wird diese Bezeichnung manchmal auch enger gefasst und auf den nordwestlichen Teil dieses Gebiets bezogen, das Projektgebiet Innerfavoriten der Stadt Wien etwa wird von Laxenburger Straße und Inzersdorfer Straße begrenzt. Die Grenze zwischen Favoriten und Inzersdorf-Stadt wiederum verläuft quer zu beiden Definitionen.
An das dicht bebaute Gebiet schließt südlich ein (unterbrochener) Grüngürtel mit Golfplatz, Matsumae-Budo-Center, Erholungsgebiet Wienerberg, Volkspark und Sommerbad Laaer Berg und Erholungsgebiet Laaer Wald (Naturschutz) an. Hier entstand am Nordhang des Laaer Bergs 1882 der Böhmische Prater als kleines Vergnügungszentrum. Dieser Grüngürtel wird südlich von großen kommunalen Wohnhausanlagen (Siedlungen Wienerberg und Wienerfeld, Per-Albin-Hansson-Siedlungen West, Nord und Ost) und vom Siedlungsgebiet an der Bitterlichstraße begrenzt. Im Osten schließen der Kurpark Oberlaa mit dem Kurzentrum Therme Wien, Felder und Weingärten und der Zentralverschiebebahnhof Wien-Kledering (der sich im zur Stadt Schwechat gehörigen Dorf Kledering fortsetzt) an. Diese Bezirksteile werden südlich von der Donauländebahn, bis 1938 Stadtgrenze Wiens, begrenzt.
Die südlich der Bahn teils an der Liesing gelegenen Orte Rothneusiedl, Oberlaa und Unterlaa (1938 eingemeindet, seit 1954 zum 10. Bezirk gehörig) haben sich als eigenständige Subzentren erhalten. Zwischen diesen Orten und der südlichen Stadt- und Bezirksgrenze liegen ausgedehnte Felder, die von Wiener Bauern bewirtschaftet werden. Zu Oberlaa gehört auch Neulaa, das an Rothneusiedl unmittelbar anschließt.
Eine Gliederung des Bezirksgebiets besteht ferner in den 22 Zählbezirken der amtlichen Statistik, in denen die Zählsprengel des Gemeindebezirks zusammengefasst sind. Die Grenzen der Zählbezirke Unterlaa, Oberlaa und Rothneusiedl unterscheiden sich dabei von jenen der gleichnamigen Katastralgemeinden. Die Siedlungen Wienerfeld, Per Albin Hansson NW und Per Albin Hansson Ost bilden ebenfalls eigene Zählbezirke. Zehn Zählbezirke tragen die Namen von Straßen und Plätzen: Gellertplatz, Hebbelplatz, Quellenplatz, Arthaberplatz, Erlachplatz, Belgradplatz, Triester Straße, Neerwindenplatz-Raxstraße, Humboldtplatz und Eisenstadtplatz. Nach Flurnamen und Gebäudekomplexen benannt sind die Zählbezirke Heuberggstätten, Laaer Berg und Goldberg sowie Südbahnhof, Franz-Josef-Spital und Wienerberger Ziegelfabrik.

## Wappen
Der zehnte Bezirk führt einen sechsteiligen Schild. Neben den einzelnen Bezirksteilen beinhaltet das Wappen auch einen Herzschild, der im Gegensatz zu vielen anderen Bezirken auch ein Wappen für den gesamten Bezirk beinhaltet:
- Der Herzschild zeigt die Spinnerin am Kreuz, das Wahrzeichen von Favoriten, auf den Wappenfarben Wiens, rot und weiß. (Es handelt sich nicht um ein historisches Wappen.)
- Im vom Betrachter aus gesehen linken (heraldisch rechten) oberen Wappenteil ist das Wappen Alt-Favoritens abgebildet: Es zeigt den Apostel Johannes, den Patron der Pfarrkirche auf dem Keplerplatz, in blauem Gewand und grünem Mantel, auf dem Wappen Wiens, dem weißen Kreuz im roten Feld. In seinen Händen hält er Schreibfeder und ein Evangelienbuch, begleitet wird er von einem Adler.
- Rechts oben symbolisiert ein Schalenbrunnen auf blauem Grund den Bezirksteil Oberlaa. Er symbolisiert die Heilquellen und Kureinrichtungen des Gebiets.
- Im linken unteren Wappenteil symbolisiert ein roter Ringofen mit geschwungenem Bachlauf den Bezirksteil Rothneusiedl am Liesingbach. Der Ringofen steht für die bedeutende historische Ziegelindustrie auf dem Wiener und dem Laaer Berg.
- Unten in der Mitte steht auf goldenem Grund ein rotes Malteserkreuz, wie es an der Spitze der Johanneskirche angebracht ist, für den Bezirksteil Unterlaa. Der Malteserorden erwarb Ende des 13. Jahrhunderts die Grundherrschaft über Unterlaa.
- Im rechten unteren Wappenteil steht eine mit Ähren besteckte goldene Weintraube für den Bezirksteil Inzersdorf Stadt. Die Ähren stehen für die Landwirtschaft, die Weintraube steht für den Weinbau; beides wurde früher auf den weiten Flächen des heutigen Bezirksteils betrieben.

## Geschichte

Das weitgehend unbebaute Gebiet des späteren Favoriten um 1872, Aufnahmeblatt der Landesaufnahme

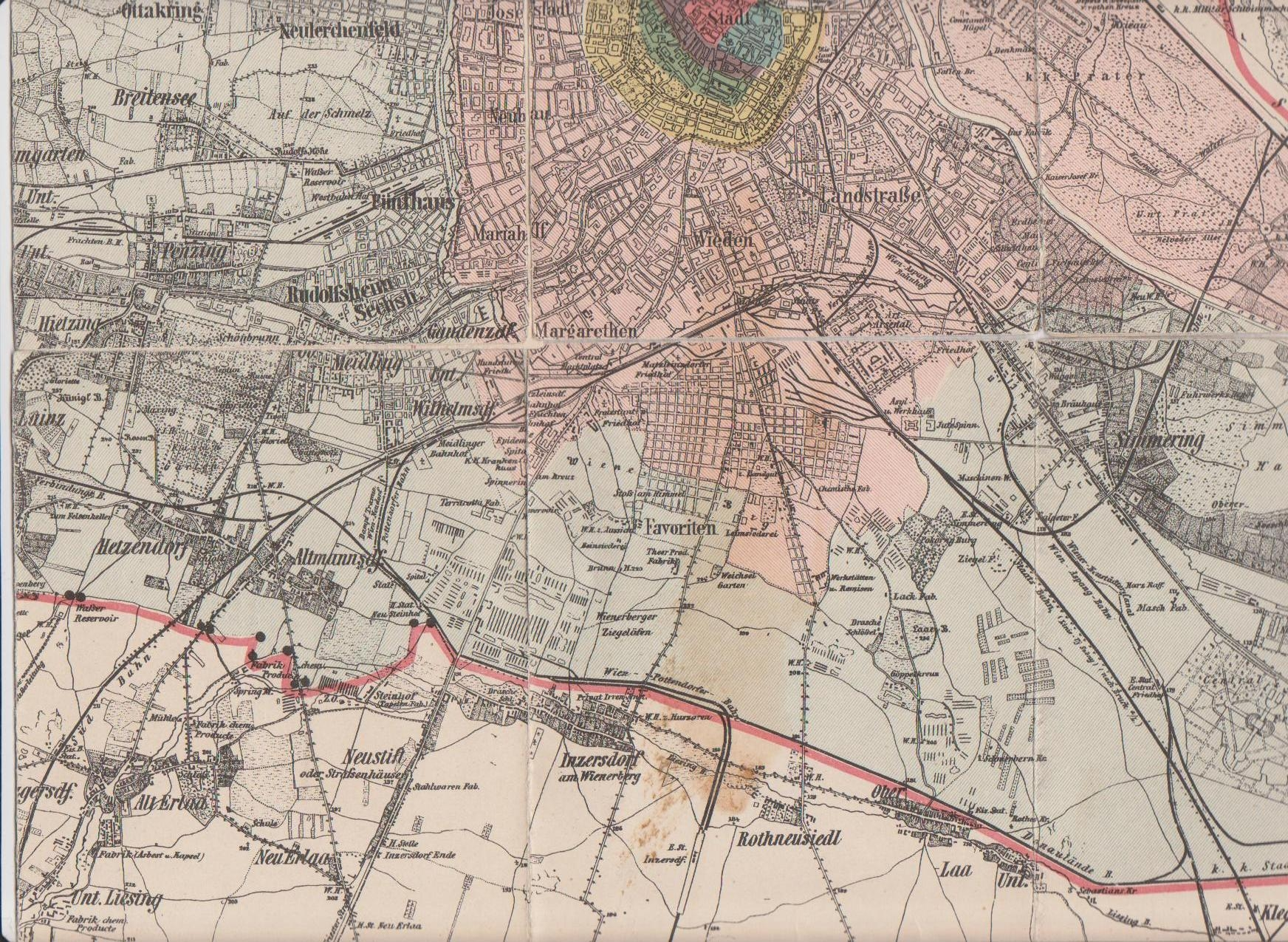
Ein Planausschnitt aus dem Jahr 1892 zeigt in Rosa die 1850 eingemeindeten Teile Favoritens von der Triester Straße im Westen bis zum Arsenal im Osten; südlich davon in Grau die 1892 eingemeindeten Bezirksteile bis zur Donauländebahn.

Der Name „Favoriten“ leitet sich von der Favorita, einem einstigen Jagdschloss, her. Der teilweise erhaltene barocke Komplex gehört zum 4. Bezirk und beherbergt mit dem Theresianum eine Privatschule mit Öffentlichkeitsrecht. Von dort führte die heutige Favoritenstraße zum „Favorithen-Thor“ des Linienwalls, der äußeren Befestigungsanlage Wiens. Die außerhalb – vor allem im Zuge des Baues der Süd- und der Ostbahn – entstandene Siedlung nannte man Siedlung vor der Favoriten-Linie.
Diese Siedlung zählte, obwohl außerhalb der Befestigungsanlage, zur 1850 eingemeindeten Wieden (4. Bezirk), wurde 1861 entlang der Laxenburger Straße zwischen dieser und dem neuen 5. Bezirk, Margareten, geteilt und 1874 als neuer 10. Bezirk konstituiert. Diese Abtrennung von Gebieten, sozusagen „mit einem Hieb“ durchgeführt, dürfte Ursprung der umgangssprachlichen Bezeichnung „10. Hieb“ für Favoriten sein.
Bis 1891 umfasste der neue Bezirk die Katastralgemeinde Favoriten (siehe Plan) und das heute zum 3. Bezirk zählende Arsenal bis zur Aspangbahn. Südlichere Bezirksteile kamen 1892 und 1954 hinzu.
Erster Bezirksvorsteher war Johann Heinrich Steudel, der in der Siedlung ein Wirtshaus betrieb und sich intensiv dafür eingesetzt hatte, Favoriten zum Bezirk zu machen. Mit fortschreitendem Wachstum der Wohn- und Industriegebiete wurde der Bezirk im Jahre 1890 / 1892 bis zur Donauländebahn erweitert.
In der NS-Ära wurden am 15. Oktober 1938 südlich der Bahn gelegene Orte, die heute Teile Favoritens bilden, nach Groß-Wien eingemeindet, jedoch dem neu geschaffenen 23. Bezirk, Schwechat (nicht mit dem heutigen 23. Bezirk identisch), zugewiesen. Mit gleichem Datum wurde das Arsenal mit seiner Umgebung aus dem 10. Bezirk ausgeschieden und dem 3. Bezirk zugeordnet.
In den Jahren 1945 bis 1955 war Favoriten besatzungsrechtlich nördlich der Donauländebahn Teil des sowjetischen Sektors in Wien, südlich der Bahn Teil des sowjetisch besetzten Niederösterreich. (Die Besatzungssektoren in Wien folgten den Grenzen vor 1938.)
Die letzte große Erweiterung erlebte Favoriten 1954, als bereits 1946 gefasste Beschlüsse über die Rückgliederung der meisten 1938 an Wien angeschlossenen Gebiete in Kraft treten konnten, die ehemaligen Dörfer Rothneusiedl, Oberlaa und Unterlaa aber, wie 1946 mit Niederösterreich vereinbart, bei Wien verblieben und Teile des 10. Bezirks wurden.
Nach 1954 kam es nur noch zu kleineren Grenzverschiebungen: 1995 im Bereich der Wienerbergstraße, 1999 im Bereich des Frachtenbahnhofs Matzleinsdorf und 2000 im Bereich der Arsenalstraße. Betroffen von diesen Grenzänderungen waren vor allem Bahnverkehrsflächen, außerdem fiel ein großes Lehrlingsheim in der Kundratstraße von Meidling an Favoriten.

## Bevölkerung
Bevölkerungsentwicklung
Quelle: Statistik.at

### Bevölkerungsentwicklung
Der Bezirk Favoriten umfasste 1869 nur 22.340 Einwohner. Durch den enormen Zustrom von Arbeitern in das Bezirksgebiet bis zum Beginn des Ersten Weltkriegs versiebenfachte sich die Bezirksbevölkerung bis 1910 auf 159.241 Einwohner. Danach konnte der Bezirk seine Bevölkerungszahl bis in die 1930er Jahre nahezu halten, ehe die Einwohnerzahl um den Zweiten Weltkrieg und in den 1940er Jahren deutlich sank. Im Gegensatz zu vielen Innenstadtbezirken stiegen die Bevölkerungszahlen in den 1950er und 1960er Jahren wieder deutlich an, da im Bezirksgebiet genügend Flächen für Neubauten vorhanden waren, um den gesteigerten Wohnraumbedarf zu befriedigen. Ab den 1970er Jahren begann die Bevölkerungszahl zu stagnieren, seit 2001 ist die Zahl der Einwohner jedoch wieder deutlich gestiegen. Sie betrug im Jahr 2019 204.142 Menschen.

### Bevölkerungsstruktur
Die Altersstruktur der Favoritener Bevölkerung wich 2001 kaum vom Wiener Durchschnitt ab. Die Zahl der Kinder unter 15 Jahren lag mit 14,6 % im Bereich des Wiener Durchschnitts von 14,7 %. Der Anteil der Bevölkerung zwischen 15 und 59 Jahren war mit 62,6 % (Wien: 63,6 %) hingegen unter dem Durchschnitt. Hierbei wies Favoriten insbesondere in den jüngeren Bevölkerungsschichten Defizite auf, während die Zahl der Menschen im Alter von 60 oder mehr Jahren mit 22,8 % über dem Wiener Wert von 21,7 % lag. Die Geschlechterverteilung lag im Bezirksgebiet bei 47,7 % Männern und 52,8 % Frauen, die Anzahl der verheirateten Favoritner lag mit einem Anteil von 42,9 % gegenüber 41,2 % über dem Durchschnitt Wiens.

### Herkunft und Sprache
Der Anteil der ausländischen Bezirkseinwohner lag 2016 bei 32,8 % (Wien: 27,4 %) und weist gegenüber 2001 (16,5 %) wie im gesamten Bundesland eine steigende Tendenz auf. Die größten Anteile der Ausländer stellten 2016 mit rund 5,9 % Anteil an der Bezirksbevölkerung Staatsbürger aus Serbien und mit 4,8 % aus der Türkei. Weitere 2,2 % waren polnische, 2,0 % bosnische, 1,9 % rumänische und 1,4 % kroatische Staatsbürger. Insgesamt waren 2016 43,4 % der Favoritner Bevölkerung ausländischer Herkunft.

### Religion
Das Religionsbekenntnis der Bevölkerung im Bezirk Favoriten wies bei der Volkszählung 2001 insbesondere beim Anteil der islamischen Bevölkerung Abweichungen vom Durchschnitt Wiens auf. 2001 gaben 47,0 % der Bewohner an, der römisch-katholischen Kirche anzugehören (Wien: 49,2 %). 11,2 % der Bewohner waren islamischen Glaubens (Wien: 7,8 %), 6,4 % gehörten der Orthodoxen Kirche an und 4,1 % waren evangelisch. 26,5 % der Bezirksbevölkerung gehörten hingegen keiner Religionsgemeinschaft an, 4,9 % hatten kein oder ein anderes Religionsbekenntnis angegeben. Mit Stand 2021 gab es in Favoriten rund 47.000 Bewohner mit einem christlichen Bekenntnis, was einem Bevölkerungsanteil von rund 22 % entspricht, und einen muslimischen Bevölkerungsanteil von rund 21 %.
Mit Stand Dezember 2022 waren 20,5 % (44.870 der 218.415 Einwohner) katholisch. Mit Stand Dezember 2023 waren 19,6 % (43.124 der 220.034 Einwohner) katholisch. Es gab 986 Austritte (0,4 % der Gesamtbevölkerung) aus der katholische Kirche im Favoriten im Jahr 2023.
Es gibt im Gemeindebezirk in vier Pfarrverbände zusammengeschlossene 15 römisch-katholische Pfarren, die das Stadtdekanat 10 bilden.

## Politik
| Bezirksvorsteher seit 1945 | Bezirksvorsteher seit 1945 |
| -------------------------- | -------------------------- |
| Klemens Friemel (KPÖ)      | 4/1945–7/1945              |
| Karl Kempf (KPÖ)           | 7/1945–1946                |
| Karl Wrba (SPÖ)            | 1946–1966                  |
| Emil Fucik (SPÖ)           | 1966–1977                  |
| Josef Deutsch (SPÖ)        | 1977–1984                  |
| Leopold Prucha (SPÖ)       | 1984–1994                  |
| Hermine Mospointner (SPÖ)  | 1994–2017                  |
| Marcus Franz (SPÖ)         | seit 2017                  |

Als Arbeiterbezirk ist Favoriten politisch traditionell von der SPÖ geprägt, die seit 1946 durchgehend den Bezirksvorsteher stellt. In der Regel erreichte die SPÖ in Favoriten eine absolute Mehrheit, die erst durch den Aufstieg der FPÖ Ende der 1980er Jahre gefährdet wurde. 1996 gelang der FPÖ in Favoriten ein Zuwachs von 8,6 %, wodurch erstmals die absolute Mehrheit der SPÖ gebrochen wurde. Durch den allgemeinen Abstieg der FPÖ gelang der SPÖ jedoch bereits 2001 die Revanche, und sie eroberte die absolute Mehrheit zurück. Im Jahr 2005 konnte die SPÖ weiter leicht zulegen, während die FPÖ weiter leicht an Stimmen einbüßte. 2010 verlor die SPÖ fast 10 %, was der FPÖ zugutekam, die um fast 14 % zulegte. Die ÖVP spielte bis 2020 in Favoriten kaum eine Rolle, sie konnte zwischen 2000 und 2015 nie mehr als rund 12 % erreichen. Im Jahr 2020 änderte sich dies hingegen, da die ÖVP, mit deutlichem Abstand, zweite wurde, weil sie um 11 % auf 18 % zulegen konnte. Dadurch stellte die ÖVP bis 2025 auch den Bezirksvorsteher-Stellvertreter sowie einen Stellvertreter des Vorsitzenden der Bezirksvertretung. Die Grünen liegen in Favoriten weiter unter ihrem wienweiten Durchschnitt.
| Jahr | SPÖ  | ÖVP  | FPÖ  | Grüne | LIF, ab 2015 NEOS | ANDAS/LINKS | GFW/SÖZ | HC  | BIER | BZÖ | Sonstige |
| ---- | ---- | ---- | ---- | ----- | ----------------- | ----------- | ------- | --- | ---- | --- | -------- |
| 1991 | 56,8 | 12,3 | 22,3 | 6,3   | n.k               | –           | –       | –   | –    | –   | 2,3      |
| 1996 | 45,5 | 10,6 | 30,8 | 5,6   | 5,6               | –           | –       | –   | –    | –   | 1,9      |
| 2001 | 55,6 | 10,8 | 22,6 | 7,9   | 2,2               | –           | –       | –   | –    | –   | 0,9      |
| 2005 | 56,7 | 12,3 | 19,5 | 8,5   | 0,4               | –           | –       | –   | –    | 1,1 | 1,6      |
| 2010 | 47,4 | 9,1  | 33,3 | 7,1   | 0,5               | –           | –       | –   | –    | 1,1 | 1,4      |
| 2015 | 40,4 | 6,7  | 38,2 | 7,1   | 3,4               | 1,1         | 2,1     | –   | –    | –   | 1,0      |
| 2020 | 47,4 | 18,0 | 10,5 | 9,0   | 4,2               | 1,6         | 3,2     | 4,3 | 1,8  | –   | 0,1      |
| 2025 | 42,3 | 8,3  | 26,7 | 8,6   | 5,8               | 4,0         | 2,5     | 1,3 | -    | -   | 0,6      |

## Wirtschaft und Infrastruktur

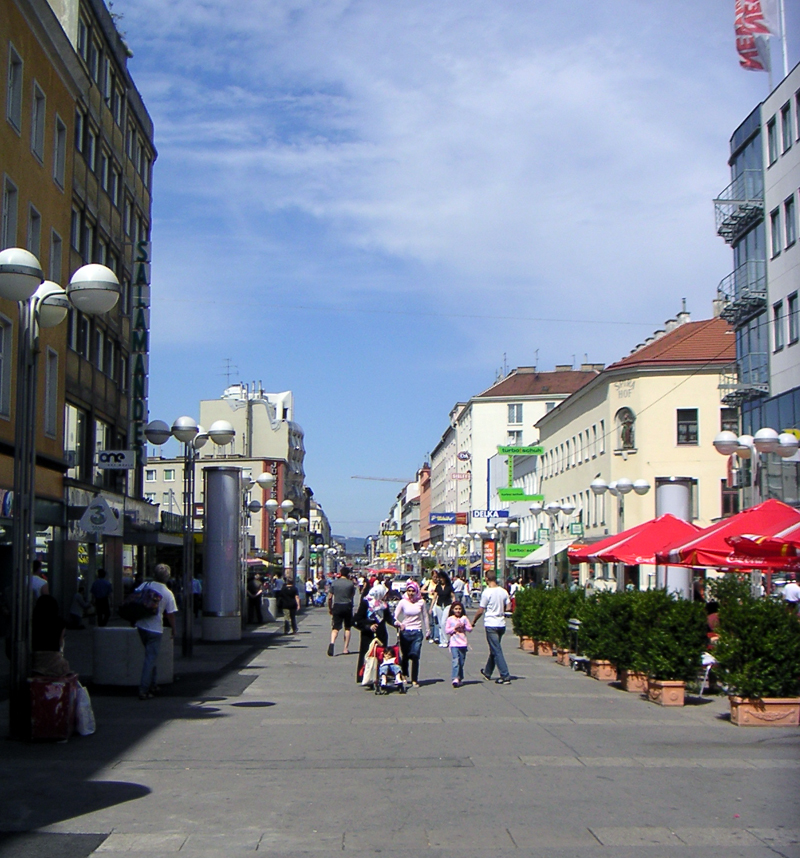
Die Fußgängerzone Favoritenstraße, aufgenommen von der Quellenstraße nordwärts (= stadteinwärts)

Favoriten ist seit 150 Jahren stark vom Verkehr bestimmt: Teile der Südbahn und der Ostbahn sind bis heute im Norden und Osten Bezirksgrenzen, im Süden ist es die Donauländebahn. Vom Stadtzentrum her kann man den Bezirk nur durch Bahnunterführungen erreichen. Auf dem großen Südbahnareal entstanden mit dem Ende 2015 komplett fertiggestellten Bau des neuen Hauptbahnhofes zwei neue Stadtteile, das Quartier Belvedere und das Sonnwendviertel. Der Frachtenbahnhof Matzleinsdorf (an der Südbahn) und der größere Teil des Zentralverschiebebahnhofs Wien Kledering (an der Ostbahn) befinden sich ebenfalls auf dem Gebiet des 10. Bezirks.
In Favoriten wurde das erste Teilstück des U-Bahn-Neubaues eröffnet: Im Februar 1978 nahm die Linie U1 auf der Teilstrecke Reumannplatz (beim Amalienbad) – Keplerplatz – Südtiroler Platz (Bezirksgrenze) – Taubstummengasse (4. Bezirk) – Karlsplatz (1./4. Bezirk) den Betrieb auf. Am 2. September 2017 machte die U1-Verlängerung nach Oberlaa im Süden des Bezirks diese Linie zur längsten des Wiener U-Bahn-Netzes. Planungen zur Weiterführung der U1 über Stockholmer Platz und Oberlaaer Strasse nach Rothneusiedl wurden verschoben, jedoch bei der Station Alaudagasse bereits eine Vorleistung errichtet.
Die Wiener Linien bedienen Favoriten auch mit den Straßenbahnlinien D, O, 1, 6, 11 und 18 sowie zahlreichen Autobuslinien, die ÖBB mit den S-Bahn-Stationen Wien Quartier Belvedere (an der nordöstlichen Bezirksgrenze), Wien Hauptbahnhof (im Zuge der Favoritenstraße) und Wien Matzleinsdorfer Platz (am Beginn der Triester Straße), alle drei am Gürtel (siehe unten) gelegen, sowie mit der S-Bahn-Station Wien Grillgasse an der Ostbahn bzw. an der Grenze zum 11. Bezirk.
Der Bahnhof Oberlaa an der Donauländebahn ist derzeit ohne Personenverkehr.
Für den Autoverkehr sind die Ausfallstraßen Triester Straße (ehemalige Bundesstraße 17, bis zur Eröffnung der A2 Südautobahn die meistgenannte Straße Österreichs), Laxenburger Straße und Favoritenstraße wichtig. Direkt nördlich der Bezirksgrenze verlaufen Margaretengürtel und Wiedner Gürtel, Teile der Hauptverkehrsstraße, die die inneren Bezirke Wiens begrenzt (Teil der B221). Seit den 1970er Jahren quert die meistbefahrene Straße Österreichs, die A23 Südosttangente, den 10. Bezirk in seinem südlichen Teil tangential. Seit 2006 verbindet die Schnellstraße S1 an der südlichen Bezirks- und damit Stadtgrenze die A2 Südautobahn mit der A4 Ostautobahn.
2022 wurde nach dem Vorbild Barcelonas ein „Supergrätzl“ eingerichtet, wo im Viereck zwischen Gudrunstraße, Leebgasse, Quellenstraße und Neilreichgasse der Verkehr beruhigt wurde und mehr Grünflächen geschaffen werden sollen.
Im Bezirksteil Unterlaa befindet sich das Umspannwerk Wien-Südost, das größte Wiens.

## Kultur und Sehenswürdigkeiten

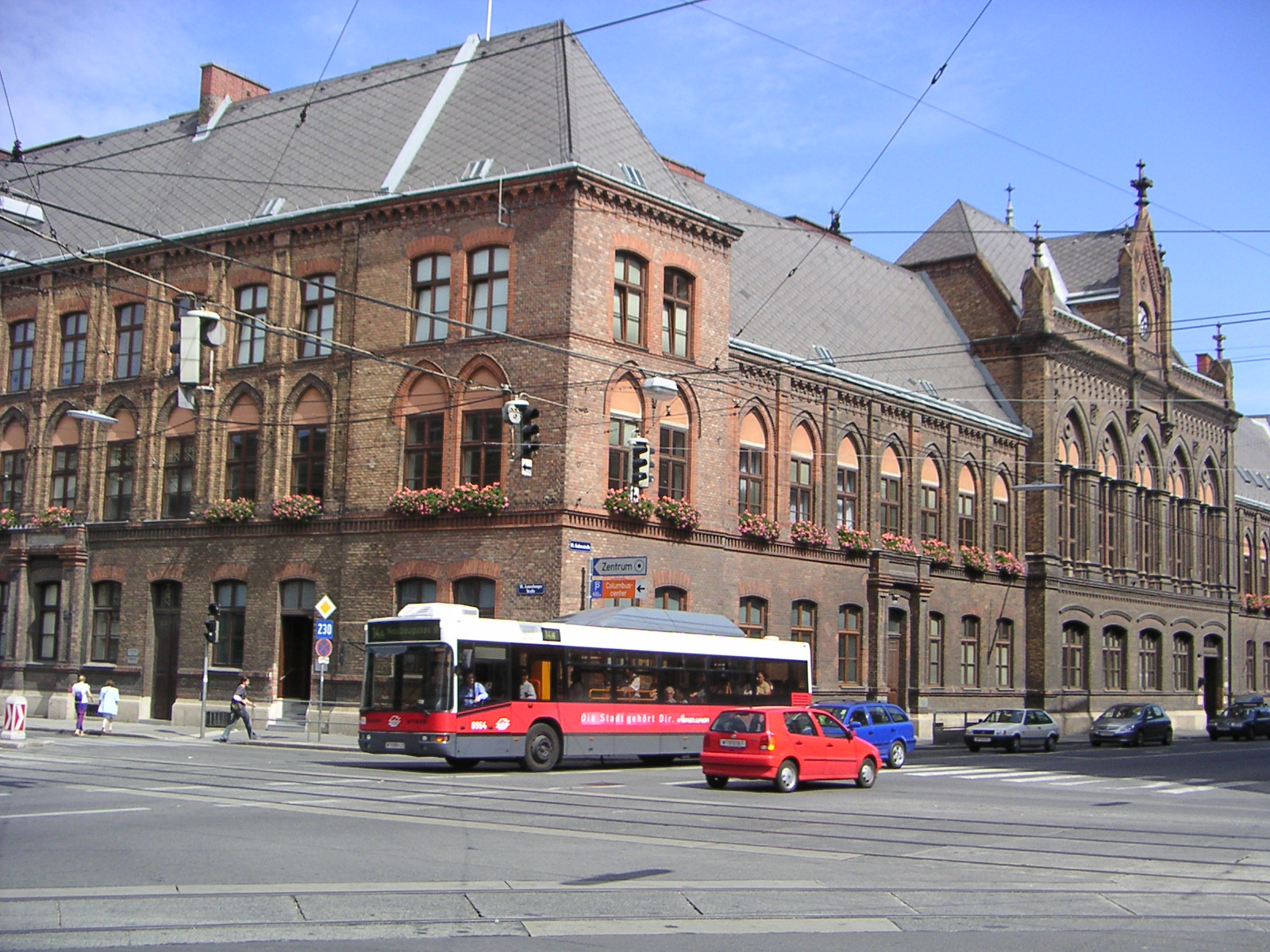
Magistratisches Bezirksamt an der Ecke Laxenburger Straße (links) und Gudrunstraße (rechts)

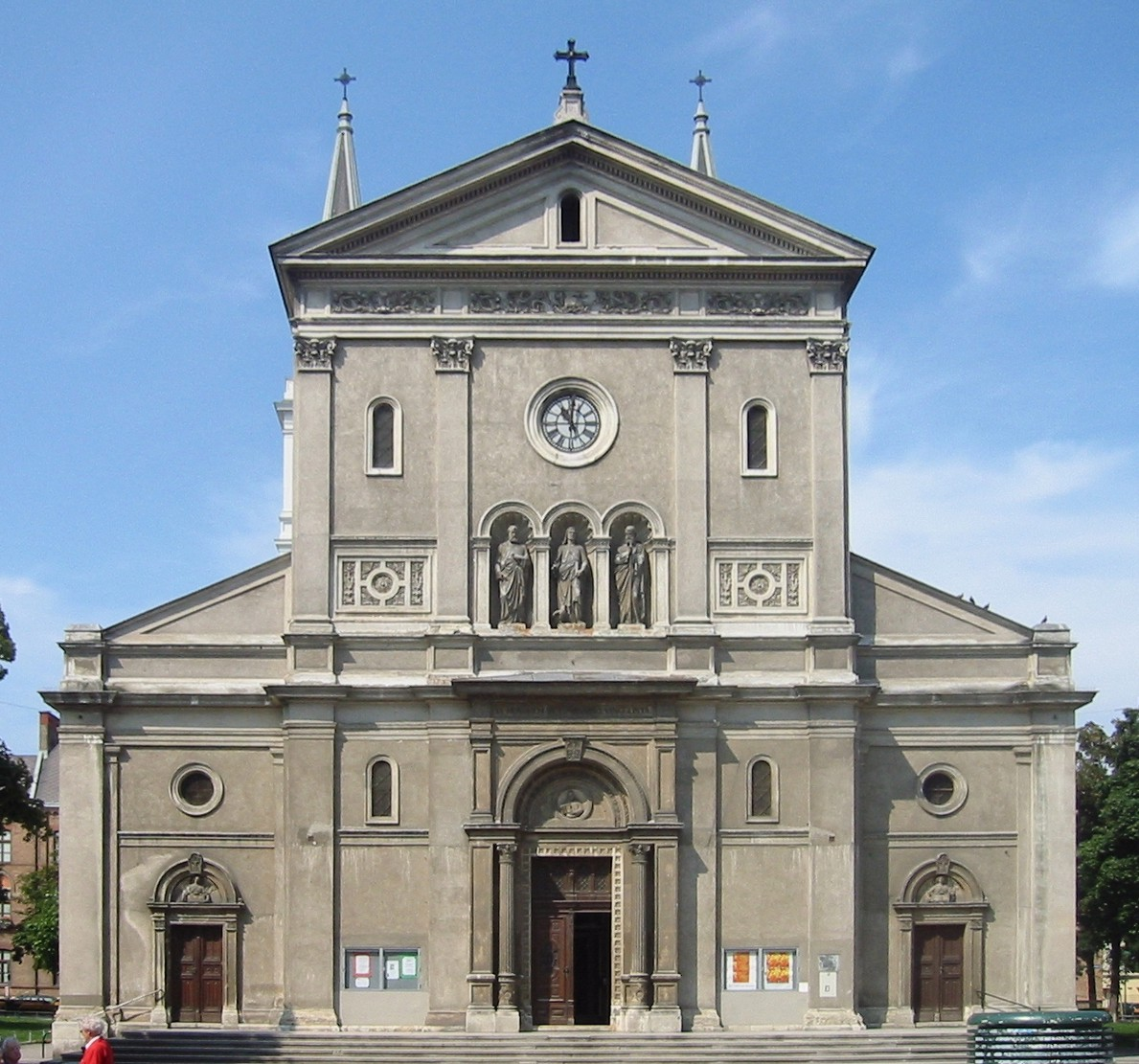
Johanneskirche am Keplerplatz bzw. an der Fußgängerzone Favoritenstraße

### Sehenswürdigkeiten

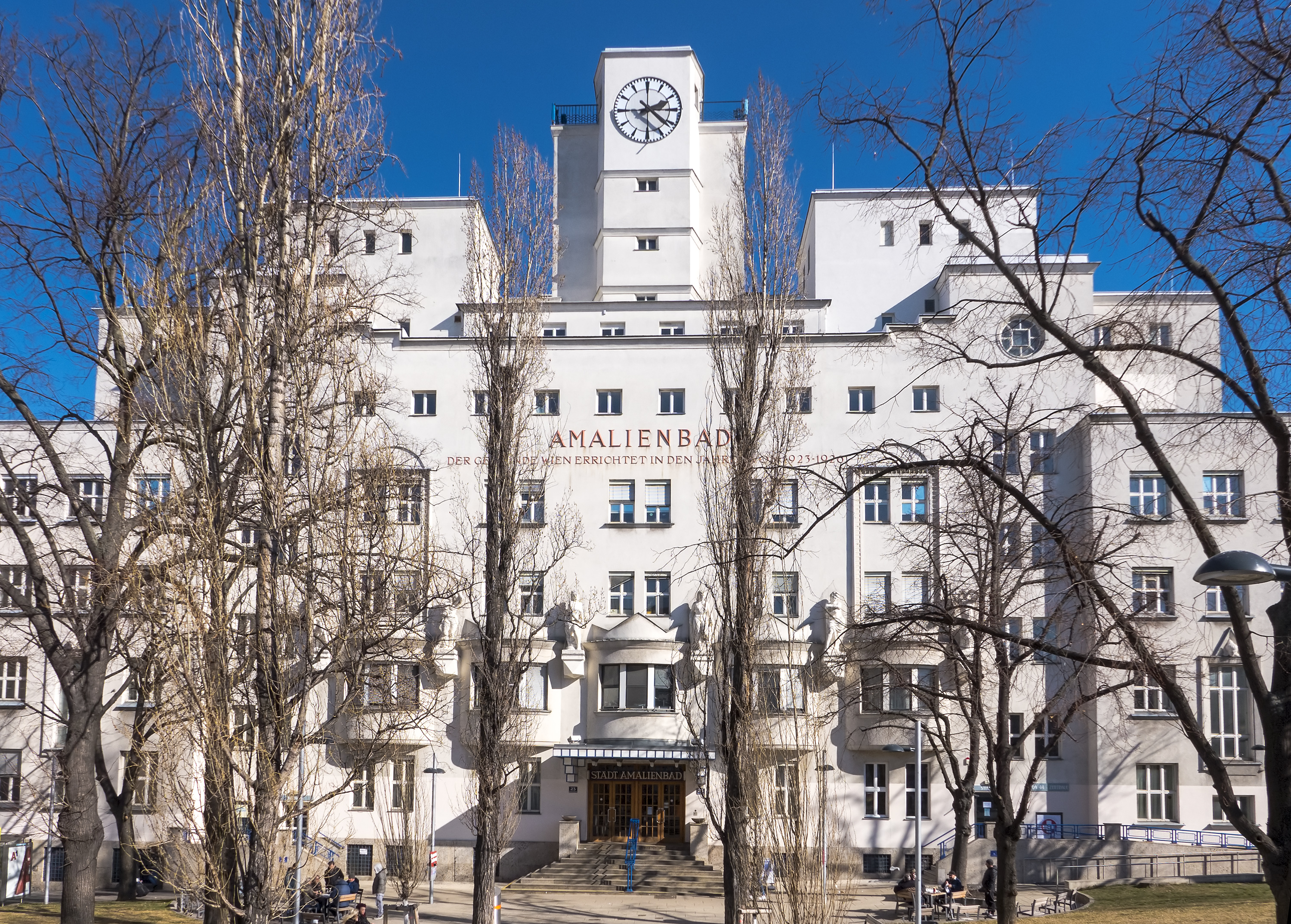
Das Amalienbad auf dem Reumannplatz

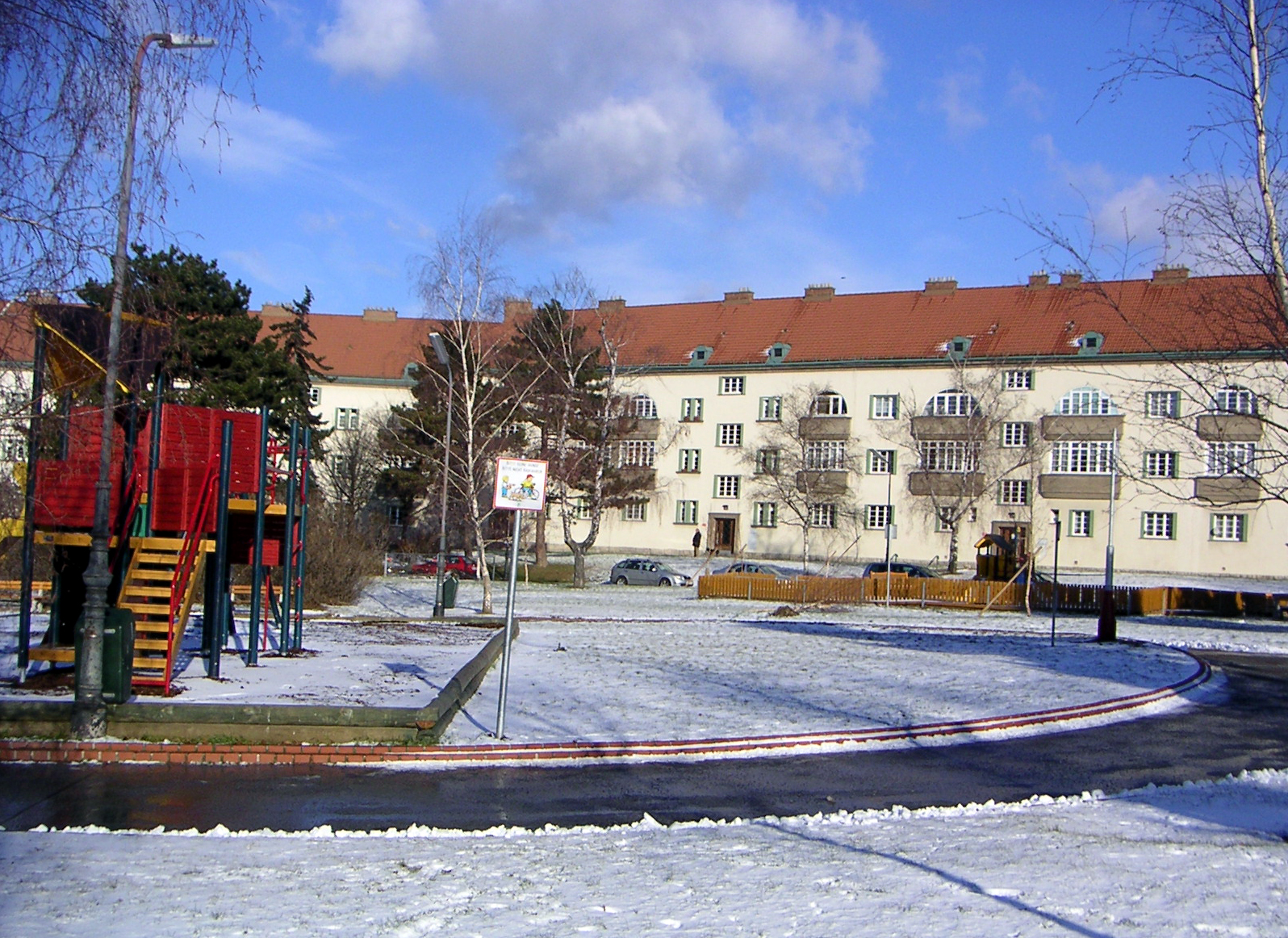
Teil des sehr großen Gemeindebaus George-Washington-Hof

- Amalienbad (neben der U-Bahn-Station Reumannplatz)
- Amtshaus für den 10. Bezirk zwischen Laxenburger Straße und Keplerplatz
- Antonskirche auf dem Antonsplatz, erbaut 1896–1901
- Ehemaliges Arbeiterheim Favoriten
- Domenig-Haus (ehem. Zentralsparkassen-Zweiganstalt), Favoritenstraße 118, Architekt Günther Domenig, 1975–1979
- Ernst-Kirchweger-Haus (EKH), seit 23. Juni 1990 besetztes Haus und größtes autonomes Zentrum Wiens
- Evangelischer Friedhof Matzleinsdorf
- Filialkirche zur Heiligen Familie (Favoriten), Puchsbaumplatz 9, von Clemens Holzmeister 1964–1966 erbaut
- Generali Arena (bis 2010: Franz-Horr-Stadion)
- George-Washington-Hof, Untermeidlinger Straße 1–7 / Triester Straße / Wienerbergstraße, „Gemeindebau“, erbaut 1927–1930 (westliche Hälfte im 12. Bezirk)
- Hauptbahnhof Wiens, errichtet 2010–2015 auf dem Areal des historischen Südbahnhofs und Ostbahnhofs
- Hauptfeuerwache Favoriten in der Sonnwendgasse 14 am Areal des ehemaligen Gaswerks Favoriten
- Johanneskirche Favoriten (Keplerkirche) an der U-Bahn-Station Keplerplatz
- Johanneskirche Unterlaa, vermutlich die älteste erhaltene Kirche im heutigen Wiener Stadtgebiet
- Klinik Favoriten, bis 2020 Sozialmedizinisches Zentrum Süd – Kaiser-Franz-Josef-Spital
- Karl-Wrba-Hof
- Kurpark Oberlaa (das Gelände der Wiener internationalen Gartenschau 1974) mit der Therme Wien
- Laaerbergbad
- Per-Albin-Hansson-Siedlung West, Nord, Ost, beiderseits der Favoritenstraße zwischen Altem Landgut und Donauländebahn, errichtet 1947–1978
- Pfarrkirche Dreimal Wunderbare Muttergottes (Favoriten) in der Buchengasse 108
- Pfarrkirche Königin des Friedens (Wien), die Pfarrkirche der Pfarre Göttliche Barmherzigkeit in der Buchengasse 158/Quellenstraße 197
- Pfarrkirche Oberlaa am Oberlaaer Platz
- Philipshaus, Triester Straße 64, von Karl Schwanzer, 1962 / 1963
- Salvatorkirche am Wienerfeld, Neilreichgasse, entworfen von Johannes Spalt, 1976
- Spinnerin am Kreuz, historische Bildsäule
- Umspannwerk Favoriten, Humboldtgasse 1–5 / Sonnwendgasse, Entwurf Eugen Kastner, 1928–1931

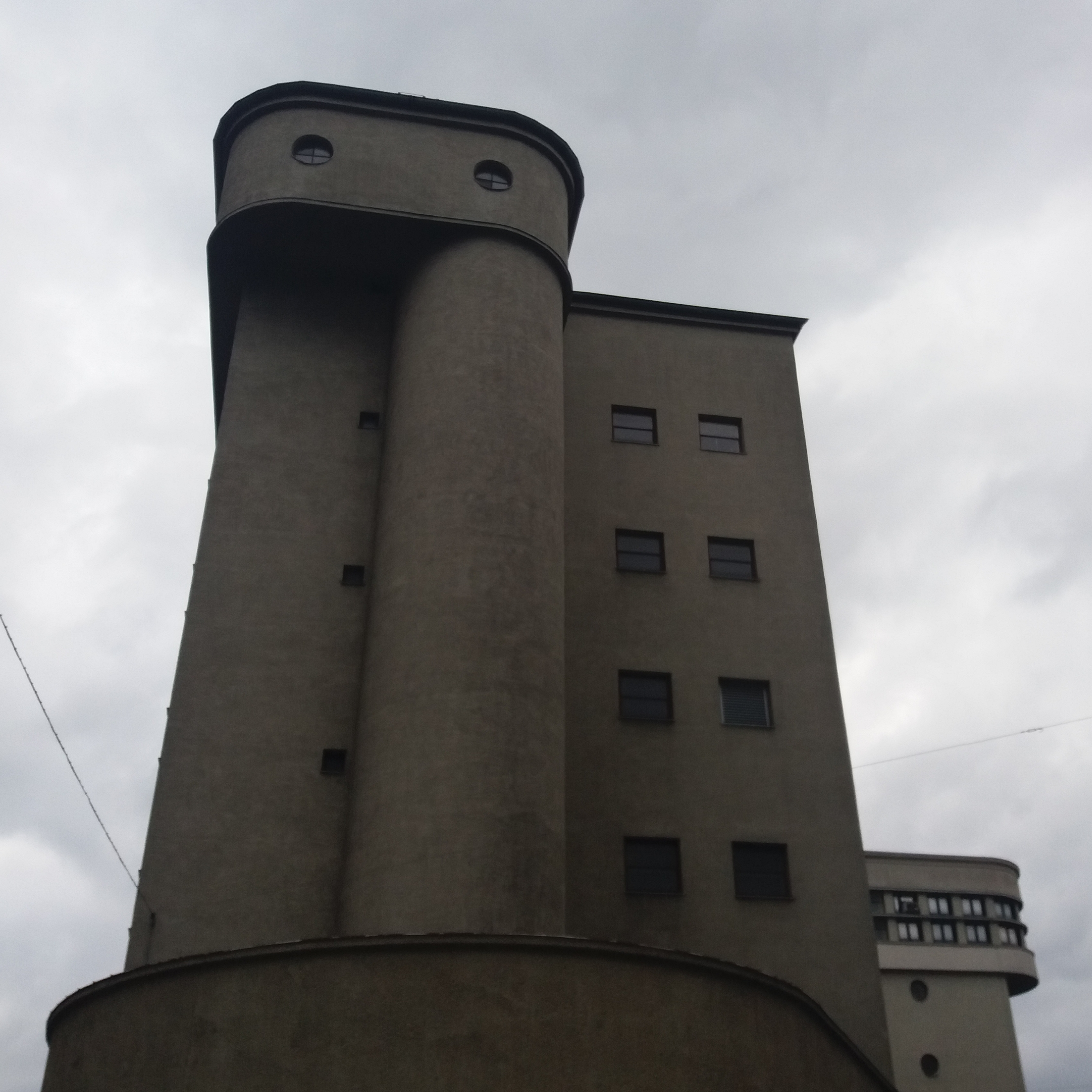
Umspannwerk Favoriten

- Victor-Adler-Hof, Gemeindebau von Engelbert Mang, 1923–1924
- Vienna Twin Towers
- Volksschule Bernhardtstal in der Quellenstraße 142
- Waldmüllerpark, Landgutgasse; mit Gräberhain des ehemaligen Nikolsdorfer/Matzleinsdorfer Friedhofs
- Wasserturm Favoriten, Teil der I. Wiener Hochquellenwasserleitung, 1873
- Wohnhausanlage Troststraße 21–37, Sozialbau aus der Zeit des Nationalsozialismus

### Sakrale Kleinbauten
- Beschornerkreuz, an der Favoritenstraße
- Ecce-homo-Säule, in der Leopoldsdorfer Straße/Ecke Scheunenstraße
- Fieberkapelle Rothneusiedl, auf dem Sandgrubenfeld zwischen Rothneusiedl und Hennersdorf
- Göppelkreuz-Kapelle, vor der Neulandschule Laaerberg
- Gradner-Kapelle, beim Laaerbergbad
- Immaculatasäule in Unterlaa, am Johannesberg beim Umspannwerk Wien-Südost
- Johannes-Nepomuk-Statue (Oberlaa), an der Brücke im Verlauf der Himberger Straße über den Liesingbach
- Johannes-Nepomuk-Statue am Kirchenplatz Oberlaa, vor der Pfarrkirche am Oberlaaer Platz
- Johannes-Nepomuk-Statue (Unterlaa), an der Sebastiansbrücke in Unterlaa
- Kreuzwegstation Unterlaa, in Unterlaa, nahe der Scheunenstraße 2
- Magere Henne, auf dem Höhenrücken des Laaer Berges
- Nischenbildstock Christus am Ölberg, an der Ecke Laaer-Berg-Straße/Friedhofstraße
- Pietà-Kapelle Oberlaa, an der Einmündung der Friedhofstraße in die Oberlaaer Straße
- Rotes Kreuz, Votivkreuz an der Donauländebahn
- Schmerber-Kreuz, am Laaer Berg im Kurpark Oberlaa
- Schutzengelkreuz in Unterlaa, in der Verlängerung der Georg-Wiesmayer-Gasse nach Süden
- Sebastianbildstock in Unterlaa, neben der Donauländebahn
- Weißes Kreuz, bei der Oberlaaer Straße 122

### Parkanlagen, Erholungsgebiete und Friedhöfe
Siehe auch: Liste der Wiener Parks und Gartenanlagen/Favoriten
Der Bezirk Favoriten verfügt im Bereich des Laaer Berges und des Wienerberges über ausgedehnte Parkanlagen und naturnahe Erholungsflächen. Sie sind Bestandteil des Wiener Wald- und Wiesengürtels und werden grob in das Erholungsgebiet Wienerberg und den Großerholungsraum Laaerberg gegliedert.
Das größte Gebiet nimmt das etwa 117 Hektar große Erholungsgebiet Wienerberg ein. Das Areal wurde ursprünglich für den Lehmabbau und die Ziegelproduktion verwendet, nach der Stilllegung des Abbaus wurden die Lehmgruben jedoch zunächst als Schutt- und Mülldeponien verwendet. Nach einem städtebaulichen Ideenwettbewerb wurde das Areal in den 1980er Jahren in ein Erholungsgebiet mit 16,1 Hektar Wasserflächen umgewandelt. 90 Hektar des Erholungsgebietes wurden 1995 als geschützter Landschaftsteil ausgewiesen, in dem gefährdete Arten wie der Große Feuerfalter und die Europäische Sumpfschildkröte leben. Charakteristisch sind zudem die als Naturdenkmal geschützten Trockenrasenflächen.
An den Wienerberg schließt sich der lang gezogene Johann-Benda-Park (52.000 m²) an, der das Erholungsgebiet Wienerberg mit der Heuberggstätten verbindet. Die naturnah gestaltete Anlage mit einem Wasserspielplatz entstand auf den ehemaligen Wienerberggründen und ist Teil des Grünzuges im Süden Wiens, der von der Heuberggstätten östlich der Laxenburger Straße, einer rund 304.000 m² großen, extensiv gepflegten, naturnahen Anlage fortgesetzt wird.
Östlich des Wienerbergs schließt sich der Großererholungsraum Laaerberg mit dem Kurpark Oberlaa, dem Volkspark Laaerberg und dem Laaer Wald an. Der Laaerberg war ursprünglich mit Eichenmischwald bedeckt, der im 17. und 18. Jahrhundert gerodet wurde. Ab 1740 wurde das Gebiet wie der Wienerberg für die Ziegelproduktion genutzt. Nach dem Ende des Zweiten Weltkriegs war nur noch ein letzter Rest des ehemaligen Flaumeichenwaldes erhalten, der unter Naturschutz gestellt wurde. In den 1950er Jahren begann die Aufforstung. Im Westen des Großerholungsraums liegt der Volkspark Laaerberg. Der rund 220.000 m² große Landschaftspark wurde am Südhang des Laaerberges angelegt.
In nordöstlicher Richtung schließt das 39,6 Hektar große Erholungsgebiet Laaer Wald an, das über rund drei Hektar Wasserfläche verfügt. Das Gebiet verfügt über vier Eingänge (Tore), die am Abend geschlossen werden. Das Gelände umfasst auch den zwischen 1880 und 1890 errichteten Vergnügungspark Böhmischer Prater und die Löwygrube, eine naturnahe, extensiv gepflegte kinder- und jugendfreundliche Erholungsanlage. Im Südosten des Laaerbergs liegt der Kurpark Oberlaa. Der 860.000 m² große Park wurde im Zuge der Wiener Internationalen Gartenschau 1974 (wig74) auf einem ehemaligen Ziegeleigelände angelegt.
Neben den naturnahen Flächen beherbergt Favoriten auch einige klassische Stadtparks sowie kleine Beserlparks. Hierzu zählen der Wielandpark und der Laubepark mit jeweils rund 5000 m². Rund doppelt so groß ist der Arthaberpark, der zu Ehren des Industriellen, Kunstsammlers und Gartenliebhabers Rudolf von Arthaber benannt wurde. An der Liesing wurde 2005 ein Wasserspielplatz für Kinder eröffnet.
Der rund 40.000 m² große Waldmüllerpark geht auf einen Friedhof der josephinischen Zeit, den Katholischen Leichenhof Matzleinsdorf, zurück. Der Friedhof war Jahrzehnte nach seiner Schließung in einen Park umgewandelt und 1923 eröffnet worden. Die beiden letzten bestehenden Friedhöfe auf dem Bezirksgebiet sind der Evangelische Friedhof Matzleinsdorf und der Friedhof Oberlaa, der auf eine Anlage aus dem Mittelalter zurückgeht.
Auf einem Teil des ehemaligen Frachtenbahnhofs entstand bis 2017 im Sonnwendviertel der Helmut-Zilk-Park, der etwa 70.000 m² umfasst.

### Museen
Das Bezirksmuseum Favoriten beleuchtet die Bezirksgeschichte. Zu den Schwerpunkten der Ausstellung gehören unter anderem die Geologie und Paläontologie sowie Fauna und Flora des Bezirkes, die Geschichte der Wirtschaft – insbesondere der Ziegelproduktion – sowie volkskundliche Objekte aus den Bezirksteilen. Ebenfalls in Favoriten befindet sich das Österreichische Privatmuseum für Schreib- und Rechenmaschinen. Die Johanneskirche Unterlaa bietet einen archäologischen Schauraum sowie Ausgrabungen aus der Römerzeit und dem Mittelalter. Im Waldmüllerpark können im Gräberhain sehenswerte Grabmäler aus dem aufgelassenen Katholischen Friedhof Matzleinsdorf besichtigt werden.

### Sport
In Favoriten ist insbesondere der Fußballsport tief verwurzelt. Bis 1937 war fast jeder fünfte Nationalspieler Österreichs ein Favoritner, weshalb der Bezirk von Friedrich Torberg als „Kornkammer des österreichischen Fußballs“ bezeichnet wurde. Acht verschiedene Favoritner Klubs spielten in der höchsten österreichischen Spielklasse, allerdings weitgehend zu Zeiten, als jene sich geographisch nur auf Wien beschränkte: SpC Rudolfshügel (1912–23, 1925–27), ASV Hertha Wien (1912–24, 1926, 1928–30), SK Slovan Wien (1924–29, 1931–32, 1950), der FC Wien (1929–38, 1940–44, 1946–56, 1958), der Favoritner Sportclub (1935), der FavAC (1936–38, 1984–85), SC Rapid Oberlaa (1946, 1948–50) und Favoritner SK Blau-Weiß (1952). Ein Titel konnte von ihnen nicht errungen werden, wenngleich Rudolfshügel 1919 und FC Wien 1942 als Vizemeister nur knapp scheiterten, und sich Slovan 1924 erst in der Verlängerung des ÖFB-Cups den „Amateuren“ 6:8 geschlagen geben musste. International bekannte Fußballer aus Favoriten sind insbesondere Matthias Sindelar (Hertha), Josef Bican (Hertha) und Walter Zeman (Wienerberger/FC Wien).
Seit 1982 ist Favoriten auch die Heimat des FK Austria Wien, eines der erfolgreichsten Fußballklubs Österreichs. Die Heimspiele der Austria werden in der Generali Arena ausgetragen, welche die größte und modernste Sportstätte in Favoriten ist. Weitere wichtige aktive Fußballklubs sind der SV Wienerberger (Regionalliga 2007/08), KSV Ankerbrot Montelaa und der Favoritner AC (beide Wiener Stadtliga 2007/08). Neben dem Fußball ist auch der österreichische Volleyballrekordmeister Aon hotVolleys Wien in Favoriten angesiedelt. Die Meisterschaftsspiele werden im Matsumae Budocenter ausgetragen, in dem auch zahlreiche Budō-Kampfsportarten unterrichtet werden. Angrenzend befindet sich der MBC Sport & Erholungspark Wienerberg, der unter anderem über eine 9-Loch-Golfanlage sowie Tennis- und Squashplätze verfügt. Auf der Heimstätte des Bahnengolfclubs Union Rot-Gold werden regelmäßig nationale und internationale Meisterschaften ausgetragen.
Weitere Sportanlagen sind die Kurt-Kucera-Halle und die Sportanlage Windtenstraße, besser bekannt als Eisring Süd. Der 400-Meter-Eisschnelllaufring des Eisrings Süd war unter anderem Trainingsbahn der Olympiasiegerin Emese Hunyadi.

## Persönlichkeiten
Der gebürtige Favoritner Kurt Tichy gründete 1952 seinen ersten Eissalon zwar im Nachbarbezirk Simmering, eröffnete aber bereits 1955 jenen am Reumannplatz, der noch heute besteht und einer der bekanntesten Wiens ist. Das Wiener Original Baron Karl war als obdachloser Stadtstreicher zwar in Favoriten nicht im engeren Sinn wohnhaft, verstand den Bezirk aber als seine Heimat und liegt heute auf dem Evangelischen Friedhof Matzleinsdorf begraben.
Der Fußballspieler und Kapitän des Wunderteams Matthias Sindelar wuchs in Favoriten auf und startete seine Karriere beim hiesigen Verein ASV Hertha. Josef Bican, der für die österreichische und später für die tschechoslowakische Nationalmannschaft spielte, wohnte als Kind ebenso wie der rund zehn Jahre ältere Sindelar in der Favoritner Quellenstraße. Der Rekordtorschütze der österreichischen Fußballnationalmannschaft Toni Polster wuchs hier auf und begann seine Laufbahn bei Austria Wien.
Der sozialdemokratische Politiker Jakob Reumann war von 1919 bis 1923 Bürgermeister von Wien. Wenige Wochen nach seinem Tod im Jahr 1925 wurde der Bürgerplatz in seinem Heimatbezirk Favoriten in Reumannplatz umbenannt. Johann Pölzer senior hatte bis zu seinem Tod 1934 verschiedene politische Ämter und Funktionen inne, unter anderem war er 37 Jahre lang Obmann der sozialdemokratischen Bezirksorganisation in Favoriten. Der gebürtige Favoritner Helmut Zilk war Unterrichtsminister und von 1984 bis 1994 Wiener Bürgermeister. Der vormalige FPÖ- und spätere BZÖ-Politiker Peter Westenthaler stammt ebenfalls aus Favoriten. Auch der sozialdemokratische Politiker Rudolf Hundstorfer wuchs in der Neilreichgasse in Favoriten auf. Die Favoritnerin Pamela Rendi-Wagner war sowohl Ministerin als auch 2018 die erste Frau an der Spitze der österreichischen Sozialdemokratie.
Der im Bezirk geborene Historiker Felix Czeike war Autor zahlreicher Bücher und Publikationen zum Thema Wiener Stadtgeschichte. Der Kabarettist und Schriftsteller Gerhard Bronner wuchs in der Senefeldergasse auf und lernte eigenen Aussagen zufolge erst in der Mittelschule hochdeutsch zu sprechen, nachdem er bis dahin nur den Favoritner Dialekt beherrscht hatte. Ein weiterer gebürtiger Favoritner ist der Schriftsteller Alois Vogel, dessen Werke vielfach das Österreich der Zwischenkriegszeit und seine eigene Jugend in Wiens Arbeiterbezirken widerspiegeln. Der Schriftsteller Daniel Glattauer, der vor allem durch seine Kolumnen in der Tageszeitung Der Standard bekannt ist, wuchs ebenso wie sein Bruder Nikolaus Glattauer, Lehrer und ebenfalls Zeitungskolumnist, in Favoriten auf und besuchte die Neuland-Schule am Laaer Berg. Auch die Kabarettisten Andreas Vitásek, Roland Düringer und Günther Paal sind im 10. Bezirk aufgewachsen. Die Brüder Lukas und Willi Resetarits kamen 1951 nach Favoriten und verbrachten hier ihre Kindheit, bevor die Familie Anfang der 1960er Jahre nach Floridsdorf übersiedelte.
Auch der Künstler Gottfried Helnwein wuchs im 10. Bezirk in der Hasengasse auf, war Ministrant in der Pfarre St. Philomena in der Alxingergasse und lebte hier bis 1968. Auch die Opfer der Favoritner Mädchenmorde sind durch die umfangreiche Berichterstattung und die Verarbeitung des Stoffs in zahlreichen True Crime Formaten postum bekannt geworden. 

## Filme
- Bezirksgeschichte 10. Wien Favoriten. Dokumentarfilm. 45 Minuten. Wien 2008
- Mein Favoriten; Dokumentation von Chico Klein, Österreich 2010[30]